# Rados Jenő

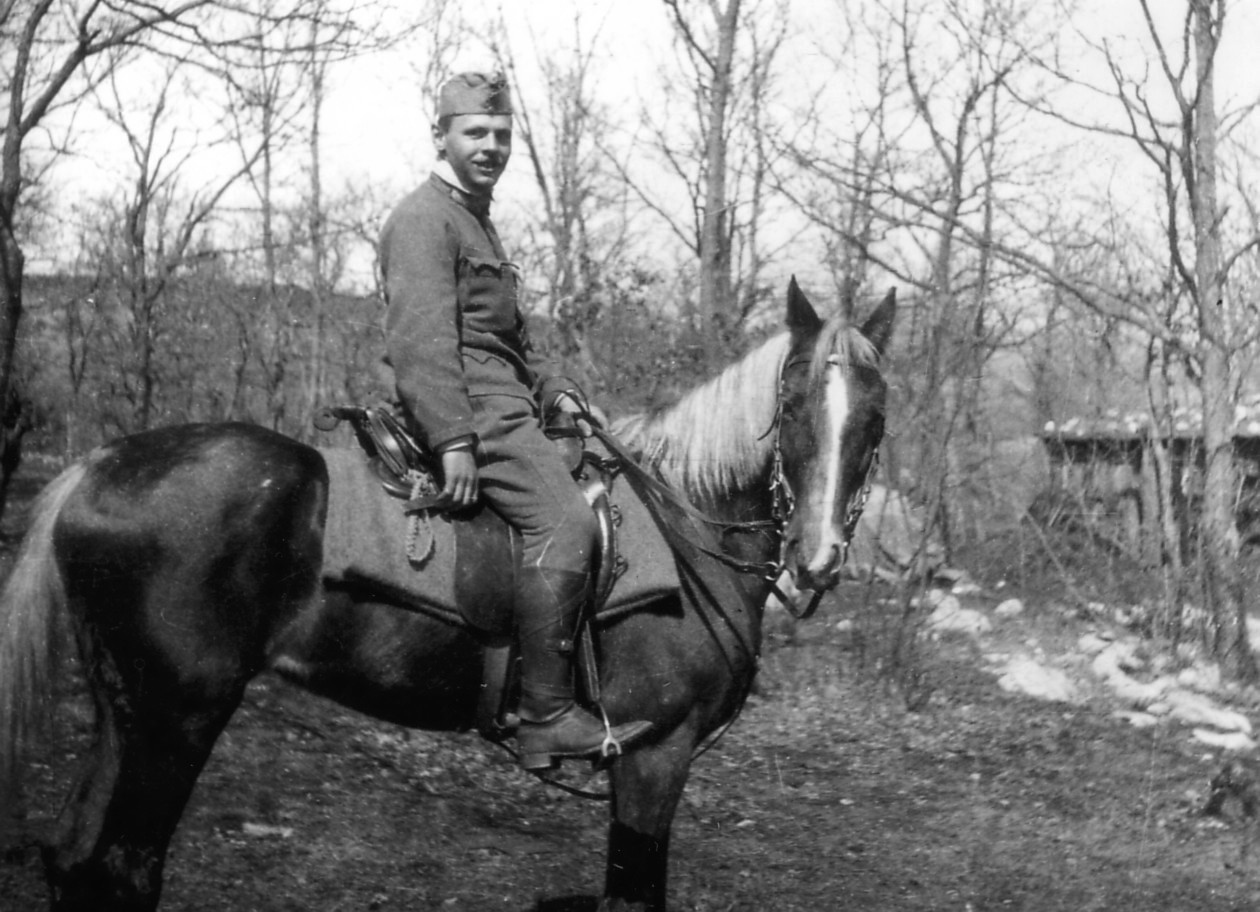
Doberdó 1917 **

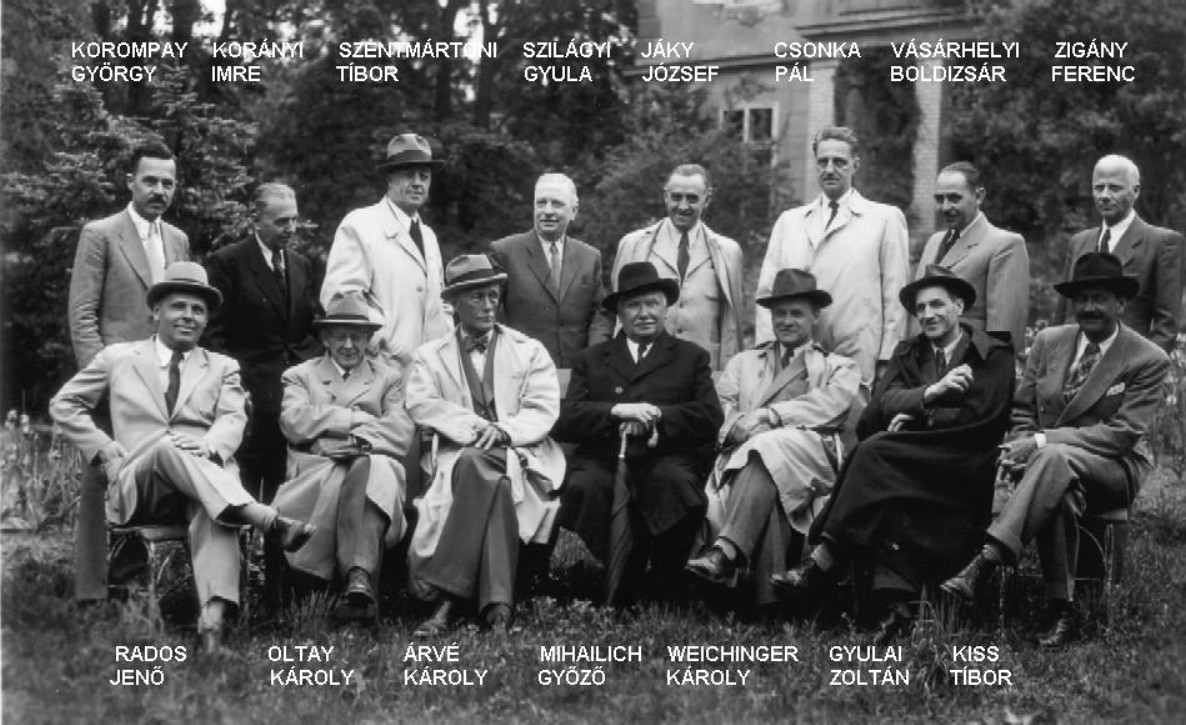
Egyetemi tanártársak Rados Jenőéknél 1949**

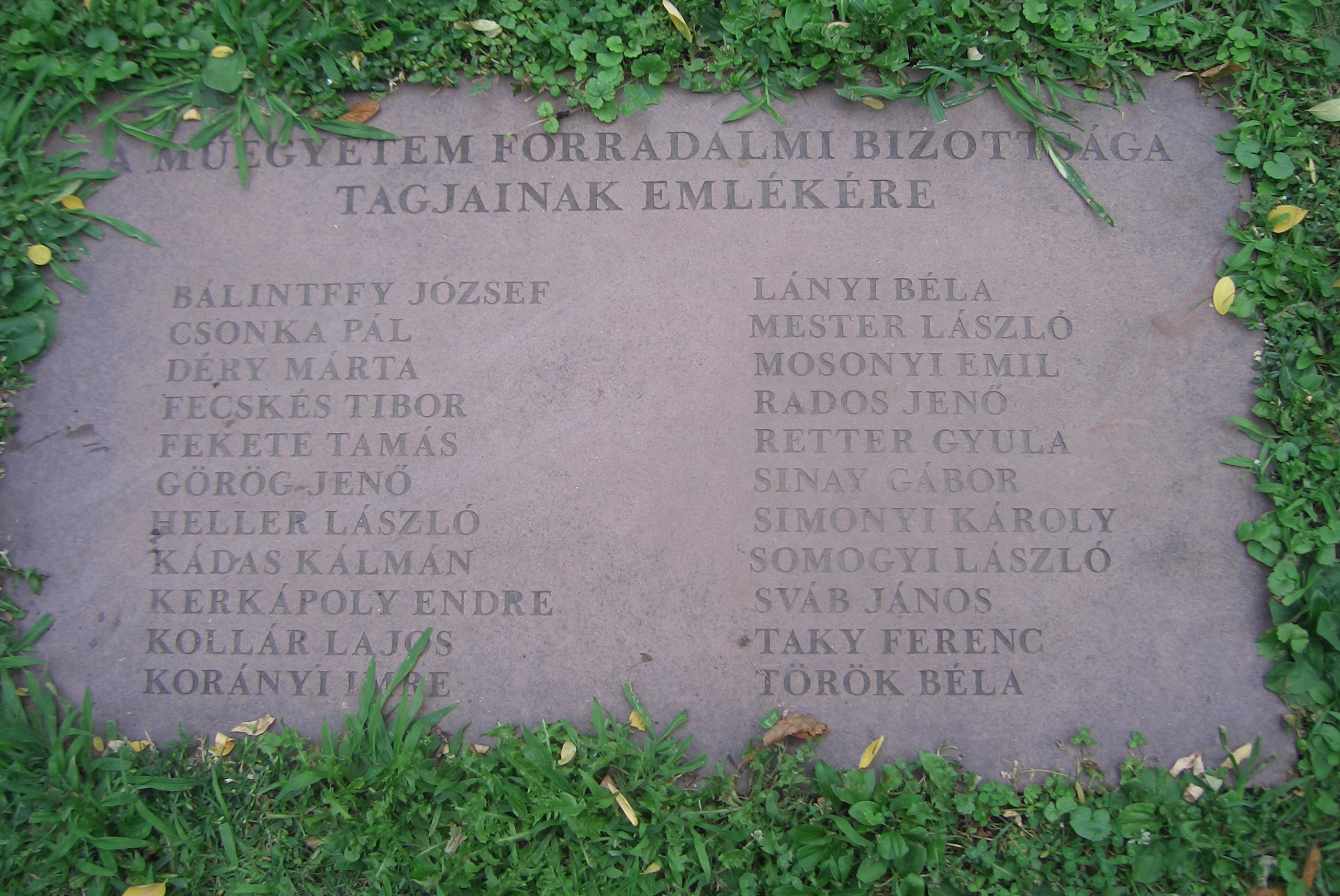
Neve a forradalmi bizottság tagjainak emléktábláján, a Műegyetemen

Rados Jenő (Budapest, 1895. április 25. – Budapest, 1992. január 2.) magyar építész, építészettörténész.

## Életpályája
Édesapja Rados (Raussnitz) Gusztáv (1862–1942), a híres matematikus, a Budapesti Műegyetem rektora, édesanyja Hauff Ida Zsófia volt. Középiskolai tanulmányait 1913-ban praematurus eredménnyel végezte, majd beiratkozott a Műegyetem építészmérnöki karára, melyet 1919-ben fejezett be, „egyhangú kitüntetéssel szerzett oklevéllel”. Az egyetemi tanulmányai alatt beiratkozott a Nemzeti Zenede zeneszerzés szakára is, ahol 1915-ben eredményesen diplomázott. Egyetemi tanulmányai közben 1915–1918 közötti első világháborús években 27 hónap arcvonalbeli katonai szolgálaton volt mint tüzértiszt.
Felsőfokú tanulmányainak befejezése után 1919-ben kinevezték a Műegyetem Középkori Tanszékén kisegítő tanársegéddé, 1920-ban tanársegéddé, majd 1921-től adjunktussá. Ebben a minőségben 1936-ig dolgozott. 1924 és 1930 között az Iparosok Országos Szövetkezetének Építési Osztályát vezette. A műszaki doktori fokozatot 1929-ben, a magántanári képesítését 1932-ben nyerte el. 1936-tól 1945 novemberéig a Budapesti Állami Felsőépítő Ipariskolán volt rendes tanár.
1941–1942 között Rados Jenő vezetésével a Budapesti Magyar Királyi Állami Felsőépítő Ipariskola növendékei mérték föl Kolozsvár reneszánsz építészeti emlékeit. A hallgatók szünidei feladata a még álló műemlékek mellett kiterjedt a Helyi Múzeumban fölállított ajtó- és ablakkeretekre is. Rados mellett Lux Kálmán és Möller István végzett még a városban helyszíni kutatásokat.
Az oktatás mellett tervezői és szakértői magángyakorlatot is folytatott, pályázatokon vett részt és építészettörténeti kutatásokat végzett, publikált különböző szakfolyóiratokban. 1931-ben jelent meg a Magyar kastélyok c. könyve. 1932-ben tervezte a Budapest XI. Somlói út 52 sz. alatti lakóházat, mely már modern szellemet tükrözött.
1945-től a Budapesti Műszaki Egyetemen a Középkori Tanszéket vezető egyetemi tanár egészen 1957-ig. 1947–49 között, pedig az Építészmérnöki Kar dékánja is volt. Az egyetemi ifjúság körében nagyon népszerű professzort 1956-ban beválasztották az egyetem forradalmi bizottságába is. A forradalom leverése után nem maradt el a retorzió, és különösebb indok nélkül 1957-ben nyugdíjazták.

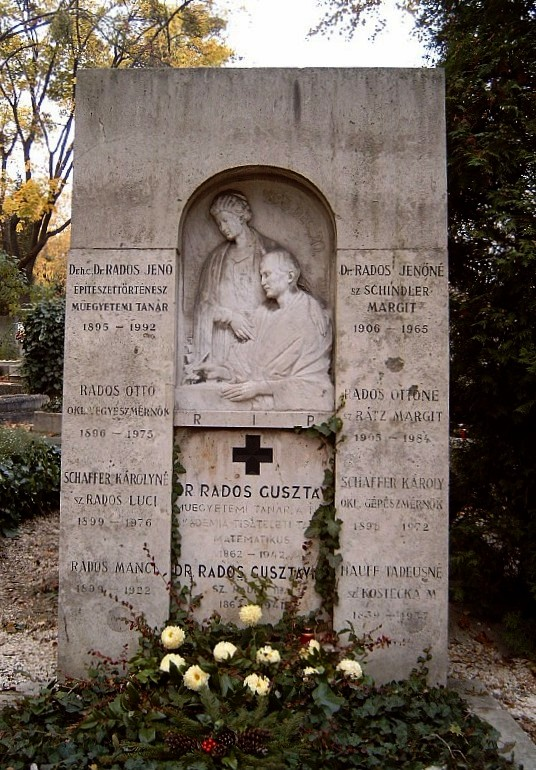
Rados Jenő és családja síremléke a Farkasréti temető 7/7-1-9/10 sírhelyén

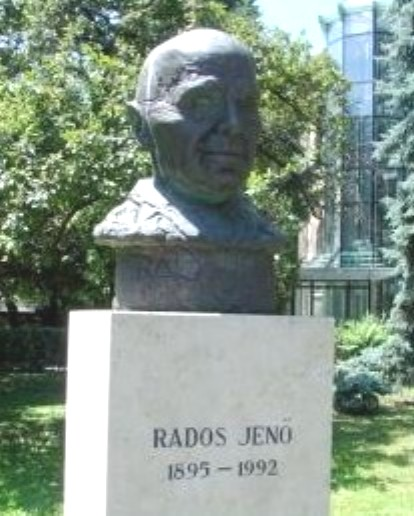
Rados Jenő bronz büszt a BME kertjében 2000

Az építészettörténettel kapcsolatos kiterjedt kutatási, szakirodalmi és műemlék-helyreállítási munkát is folytatott. 1957-től a Városrendezési Tervező Irodában (VÁTI) egy évtizeden keresztül a műemléki osztályt vezette, majd nyugdíjba vonulása után ugyanott tervezőként dolgozott. Zenei végzettségéhez is egész életében hű maradt, és ha ideje engedte, szűk baráti körben kamarazenéltek.
Műemlék-helyreállítási munkái közül kiemelkedik a volt pénzügyminiszteri palota – Budapest, I. Szentháromság tér 6. – romjainak műemlékkörnyezetbe hangolt helyreállítása, a fertődi Esterházy-kastély, a csákvári Esterházy-kastély és a ráckevei Savoyai-kastély. Kiemelkedő értékű munkájának számított a magyar városok városképi vizsgálata, mely irányításával, részben személyes közreműködésével készült.
Rados Jenő hosszú és tartalmas életpályája 1992. január 9-én fejeződött be, és a Farkasréti temető 7/7-1-9/10 parcellájába helyezték örök nyugalomra.

## Emlékezete
- A BME 1995-ben alapította a Rados Jenő-emlékérmet a tiszteletére.
- Szobrát 2000. szeptember 8-án az ünnepélyes diplomaosztás után leplezték le a Műegyetem kertjében.

„A minap azt mondta nekem valaki: ahogy múlik az idő, úgy látom őt egyre nagyobbnak… A mondat megtapadt bennem és lassan rájöttem, hogy magam is ugyanezt érzem”.

## Díjai, kitüntetései
- 1914. Konser-Eigel-díj, mint a legjobb tanulmányi eredményű I. éves hallgatónak
- 1919. Fábián jutalom-díj, mint az év legjobb hallgatója
- 1932. Fittler érem[16] „Magyar kastélyok” című, legértékesebbnek minősített építészettörténeti munkára
- 1935. Czigler érem[17] a legjobb előadónak odaítélt kitüntetés
- 1935. A székesfőváros akadémia díja
- 1936. Magyar Tudományos Akadémia Wellisch A. Jutalomdíja
- 1953. A műszaki tudományok kandidátusa
- 1954. Ybl Miklós-díj I. fokozata
- 1958. A műszaki tudományok doktora
- 1962. Nívódíj. A legjobb műszaki könyvért. „Magyar Építészettörténet”
- 1970. Nívódíj. Vác általános rendezési tervéért.
- 1972. „A magyar műemlékvédelemért” Miniszteri elismerés
- 1973. Nívódíj a ráckevei kastély helyreállítási tervéért
- 1975. Munka Érdemrend arany fokozata
- 1978. Állami Díj – Az építészképzésben, a magyar építészettörténeti kutatásban végzett kimagasló munkásságáért, életművéért
- 1984. Magyar Népköztársaság Zászlórendje
- 1988. Csonka Pál-érem[18]

## Művei
- 1921 Székesfehérvár városrendezési tervpályázata. III. díj.
- 1926. Száz-szobás szövetkezeti üdülőszálló. Balatonfüred.
- 1922-1925. Lakóház. Kispest, Wekerle-telep
- 1926-1927. Üdülőház. Balatonfüred, Petőfi Sándor utca – Zsigmond utca.
- 1927. 7 db. Különböző típusú bányász lakóépület. Kisterenye, Boglyasalja, Kazár.
- 1928. két darab kétemeletes munkás lakóépület. Wekerle-telep. Fő-tér.
- 1928. Pénzügyi székház. Dombóvár.
- 1929. Prohászka Ottokár emléktemplom tervpályázat. „Dicséret”
- 1929. Szabóiparosok székháza. Budapest. VII. Hársfa utca 24 (eklektikus saroképület)
- 1932. Lakóház- Budapest, XI. Somlói út 52.
- 1932. OTI Budapesti baleseti kórház tervpályázat I. díj.
- 1934. OTBA Budapesti rendelőintézet és kórház tervpályázat I. díj.
- 1937. Miklós Tibor mauzóleuma. Budapest.
- 1940. Budapest. Központi városháza bővítése. Tervpályázat
- 1943. OTI. Budapesti reumakórházának tervpályázata I. díj.
- 1945. Mátyás templom állagbiztosító helyreállítása. Budapest
- 1949. A volt Pénzügyminisztérium műemléki átépítése. Budapest, I. Szentháromság tér 6.
- 1953. Budapest Építőipari Műszaki egyetem tervpályázat. I. díj (Weichinger Károllyal)

### Műemléki épületek helyreállítása
- A volt Invalidus-ház kápolnájának átalakítása a Fővárosi Tanács dísztermévé.
- Fertőd Esterházy kastély helyreállítási és felhasználási terve és a munkálatok vezetése (1957-től)
- Eger. A cisztercita templom helyreállítása (1968-69)
- Margitszigeti Domonkos zárda romjainak állagbiztosítása
- Csákvár Esterházy kastély helyreállítása és tüdőgyógyintézetté való átalakítása (Országh B.-val. 1960-tól)
- Tata. Fellner kápolna helyreállítása
- Ráckeve Savoyai kastély helyreállítása
- Bélapátfalva. A ciszter apátsági templom külső restaurálása (1964-66)
- Eger Szt. Miklós Görögkeleti Szerb templom (1960-79)
- Fertőboz. A Széchenyi Gloriett helyreállítása (Gróf Széchényi Ferenc építette ezt József nádor emlékére, aki 1800-ban és 1801-ben meglátogatta őt, s innen gyönyörködött a tájban. Már 1968-ban elkezdődtek a helyreállítások.)
- Budapest, I. Batthyány-tér Szent Anna templom külső helyreállítása

### Szakirodalmi munkássága[19]
- 1924. Budapest városrendezésének története (Kivonat Rados Jenőnek a Mérnök-Egyletben tartott előadásából Építőipar – Építőművészet. XLVIII. évf. 10-11. és 15-16. sz.)
- 1928. Budapest városépítészetének története (Technika. IX. évf. 10. sz.)
- 1929. A középkori templomtornyok formai kialakulása a tipust alkotó országokban
- 1931. Magyar kastélyok, Ungarische Schlösser (Műemlékek Országos Bizottsága és a Könyvbarátok Szövetsége)
- 1932. „A neoklasszicizmus építészete Magyarországon” (MTA által kiirt pályázati munka, mely a Székesfőváros az évi művészettörténeti pályadíját nyerte el.)
- 1933. „A Szépítő Bizottság hatása Pest város fejlődésére” (MTA által kiirt pályázati munka, mely a Székesfőváros az évi művészettörténeti pályadíját nyerte el.)
- 1934. Szepességi gót kéthajós templomok (Technika XV. évf. 4. sz.)
- 1936. A neoklasszicizmus nagy magyar templomai (Magyar Mérnök és Építész Egylet Közöny. X. évf. 7-12. sz.)
- 1938. Magyar oltárok (Királyi Magyar Egyetemi Nyomda)
- 1939. Magyar kastélyok (Királyi Magyar Egyetemi Nyomda)
- 1941. Győr műemlékei (Magyar Királyi Állami Felső Építő Iskola szünidei felvételek)
- 1941. Győr városképének megjavítása (Győri Szemle. XII. évf.)
- 1942. Kolozsvári műemlékek. Magyar Királyi Állami Felső Építő Iskola szünidei felvételek)
- 1942. A kolozsvári Szent Mihály templom restaurálása (Technika, XXIII. évf. 5. sz.)
- 1942. „A középkori építészet alaktani részletei (kézirat)
- 1943. Építéstörténet. Vezérfonal Rados Jenő előadásaihoz; M. kir. áll. felső építőipariskola, Bp., 1943
- 1943. A klasszicizmus építészete Magyarországon (Zádor Annával. MTA)
- 1951. Kőszeg városképi és műemléki vizsgálata (Múzeumok és Műemlékek Országos Központja)
- 1951. Nagykőrös városképi és műemléki vizsgálata (Hajnóczi Gyulával. Múzeumok és Műemlékek Országos Központja)
- 1951. Építéstörténeti összefoglalás 2. éves építészmérnök hallgatók B. tagozata részére; VKM, Bp., 1951
- 1952. Építészeti alaktan (Hajnóczi Gyulával. Kézirat)
- 1952. A magyar klasszicista építészet emlékei (Mérnök Továbbképző Intézet)
- 1952. Szekszárd városképi és műemléki vizsgálata (VÁTI)
- 1952. Műemlék-jellegű épület helyreállítása a várban (Magyar Építőművészet I. évf. 1. sz.)
- 1952. Műemlékek szerepe a tervezési oktatásban (Magyar Építőművészet I. évf. 5-6. sz.)
- 1953. Balassagyarmat városképi és műemléki vizsgálata (VÁTI)
- 1953. A magyar klasszicista építészet hagyományai (Építőipari Kiadó)
- 1954. Kapuvár, Fertőd és környéke városképi s műemléki vizsgálata (Péczely Bélával. VÁTI)
- 1954. A tervezés alapelvei = Budapest városépítészeti kérdései (Építésügyi Kiadó)
- 1954. Műemlékvédelem a Szovjetunióban (Magyar Építőművészet. III. évf. 10-12. sz.)
- 1955. Építészettörténeti összefoglalás (ÉME. Kézirat)
- 1955. Siklós városképi és műemléki vizsgálata (Dercsényi Dezsővel. VÁTI)
- 1955. „Budapest sérült műemlékei” (kézirat)
- 1956. Műemléki sorfelújítás Kőszegen (Magyar Építőművészet. V. évf. 7. sz.)
- 1956. Ják 1256-1956 (Magyar Építőművészet V. évf. 8. sz.)
- 1958. Hild József Pest nagy építőjének életműve (Akadémia Kiadó)
- 1959. A klasszicizmus építészetének magyarországi helyzete közép-európai vonatkozásban (Építés- és Közlekedéstudományi Közlemények. II. kötet. 3-4. sz.)
- 1960. A zsámbéki templomrom. Möller István 1860-1960 (Magyar Építőművészet. IX. évf. 3. sz.)
- 1976. Magyar Építészettörténet (közreműködött: Hajnóczi Gyula. Műszaki Könyvkiadó)
- 1964. Tata (Műszaki Könyvkiadó. Városképek-műemlékek)
- 1965. Ybl Ervin 1890-1965 (Magyar Építőművészet. 1965/5. sz.)
- 1966. A Nemzeti Színház első állandó otthona (Magyar Építőművészet. 1966/3. sz.)
- 1971. Magyar Építészettörténet (közreműködött: Hajnóczi Gyula. Műszaki Könyvkiadó, 2. bőv. kiad.)
- 1975. Gerlóczy Gedeon. 1895-1975 (Magyar Építőművészet. 1975/5. sz.)
- 1979. Visszatekintés a műemlékvédelem és városrendezés kapcsolataira különösen annak korai korszakára és a VÁTI tevékenységére (Területrendezés 1979/1. sz)
- 1984. Budapest, Szent Anna-templom (Tájak korok Múzeumok Kiskönyvtára, 158)
- 2003. Magyar kastélyok; előszó Gerevich Tibor; Black & White, Tyukod, 2003

### Képgaléria

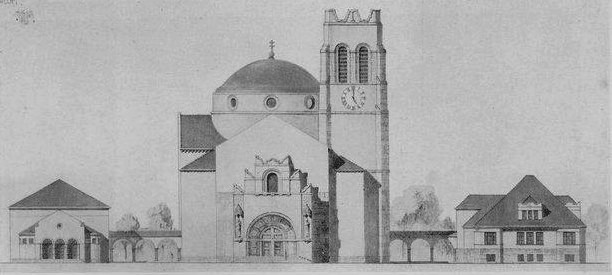
Prohászka Ottokár emléktemplom pályázat 1929 **
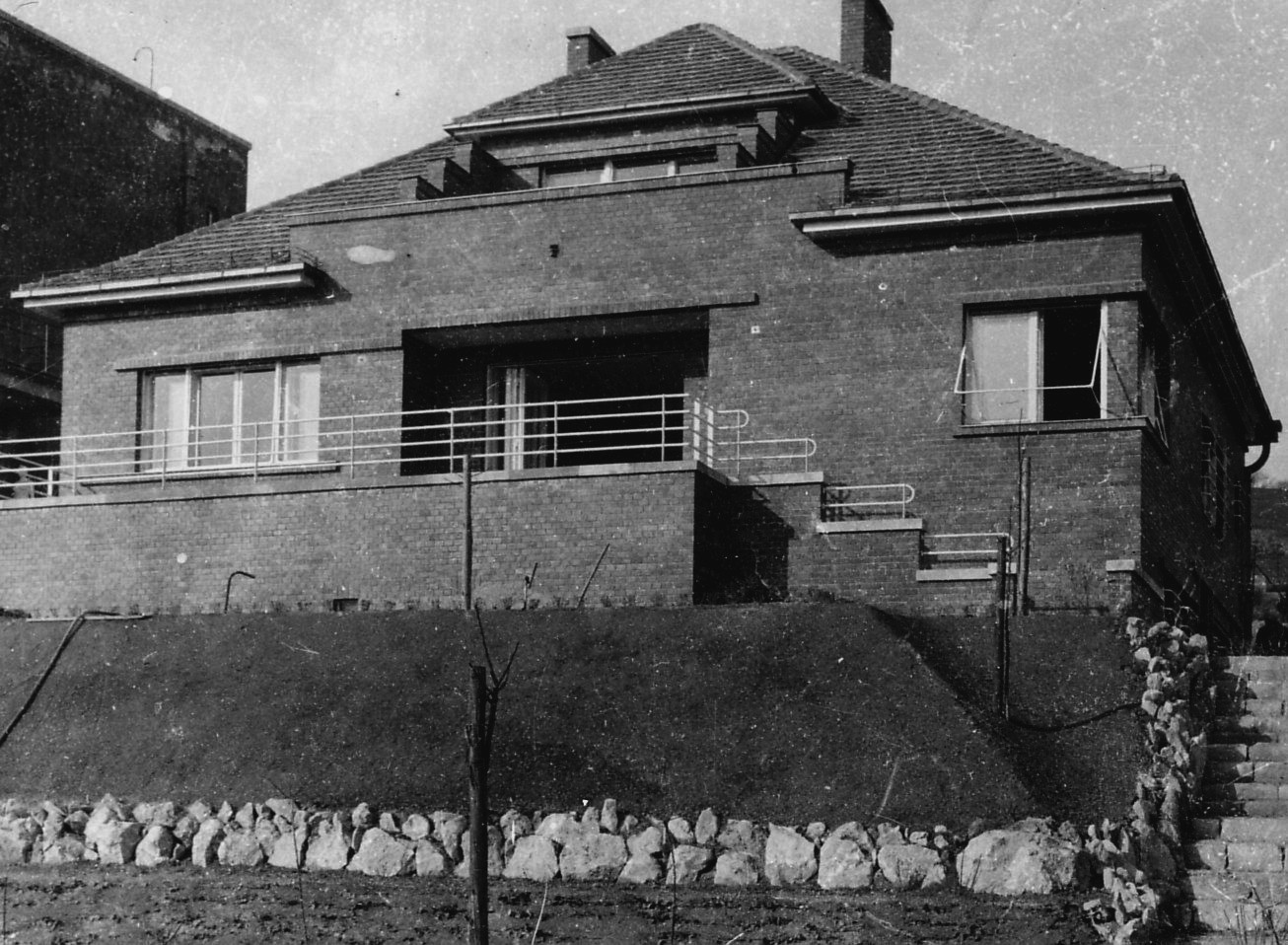
Bp. XI. Somlói út 52. lakóház kerti homlokzat 1932 **
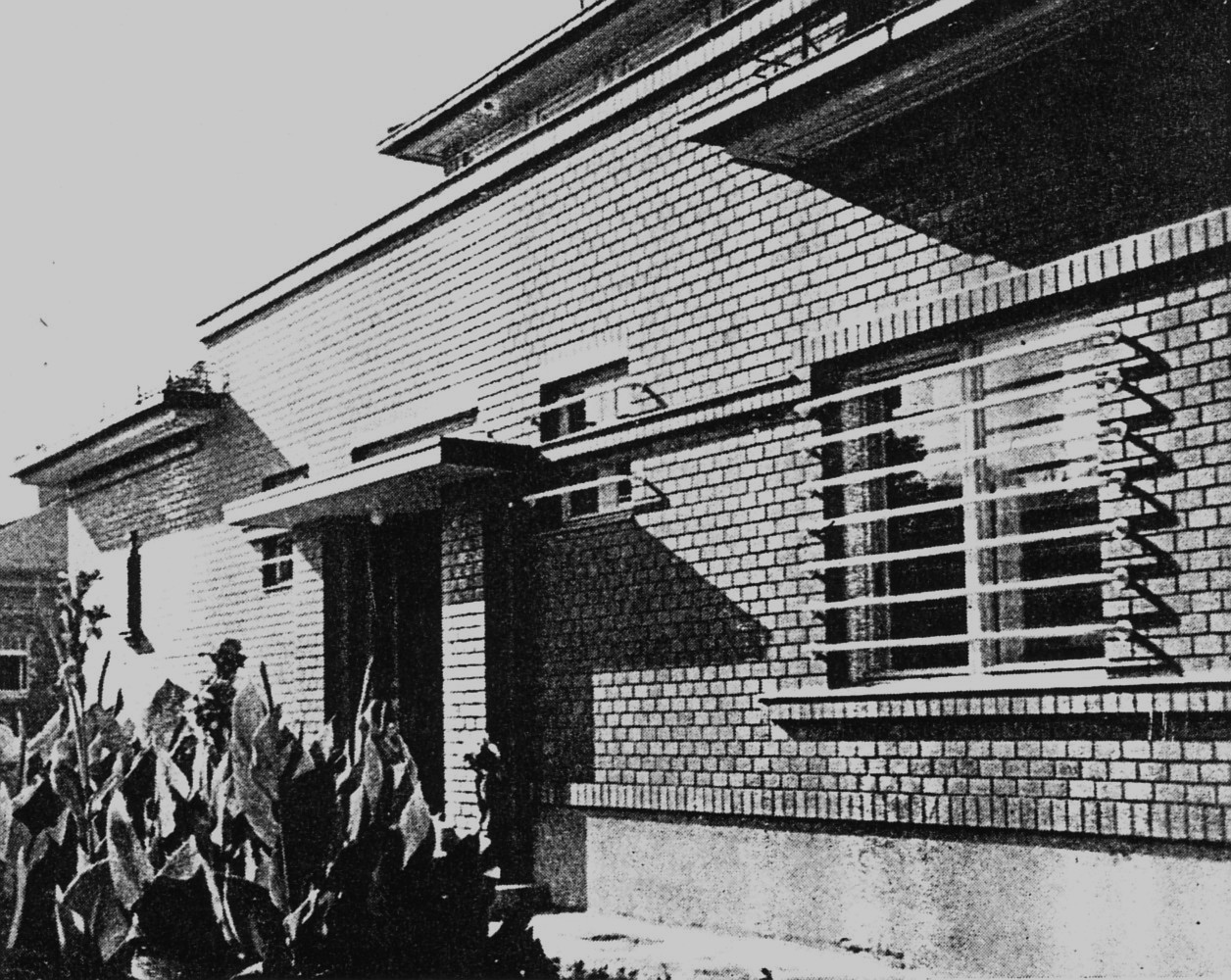
Bp. XI. Somlói út 52. lakóház bejárati homlokzat 1932 **
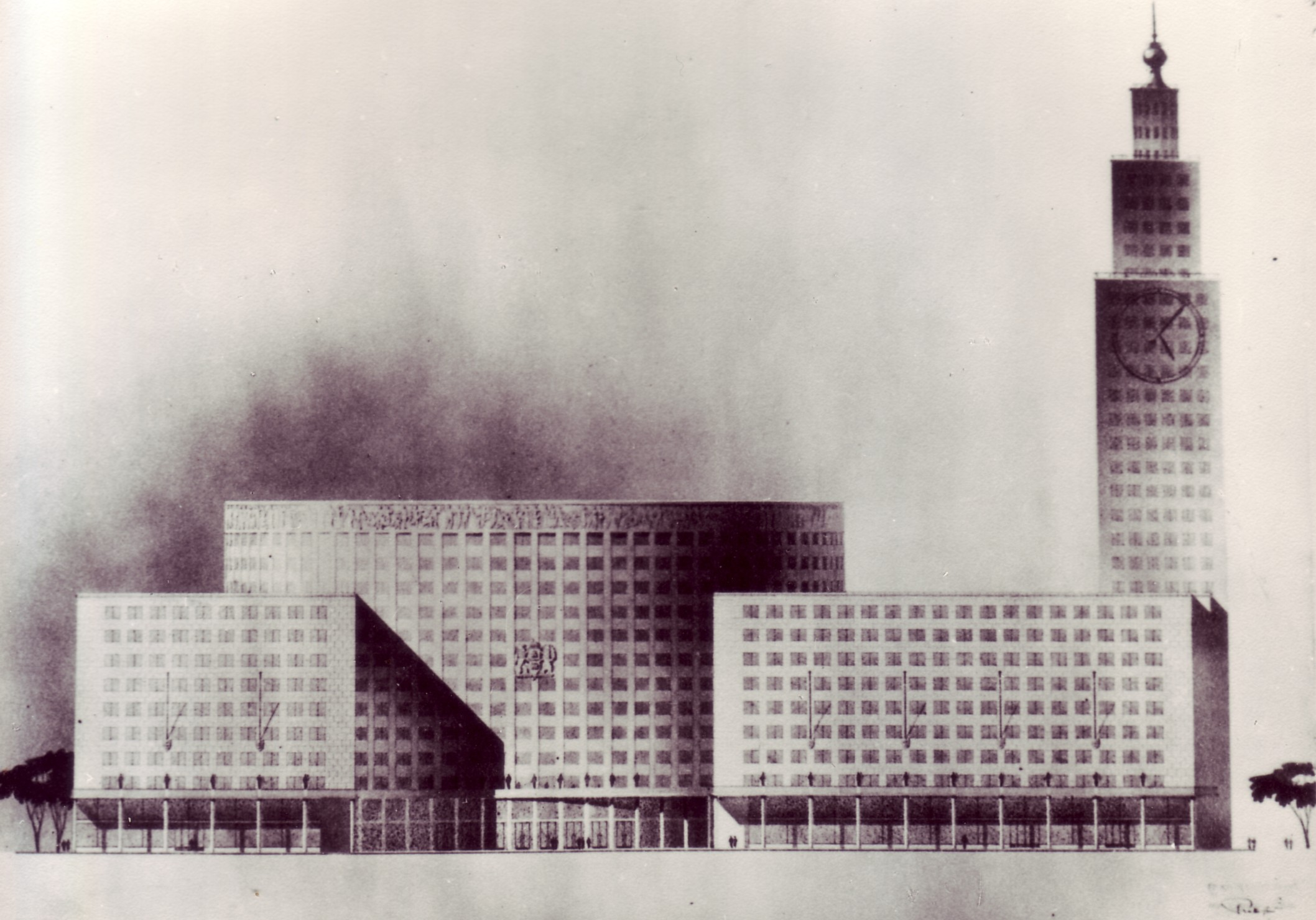
Budapesti Városháza tervpályázat 1940 **
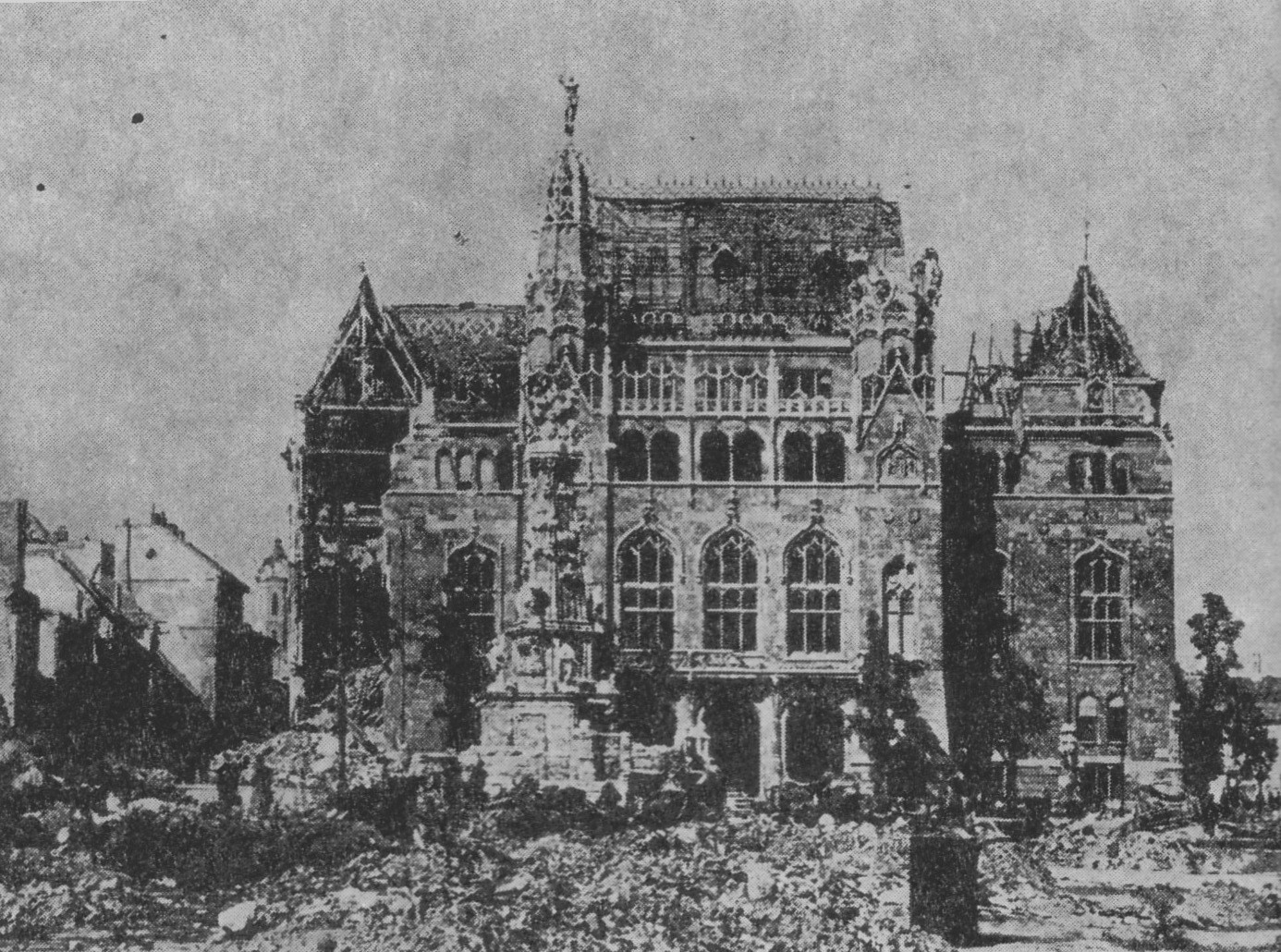
Bp. I. Szentháromság tér 6. 1945-ben **
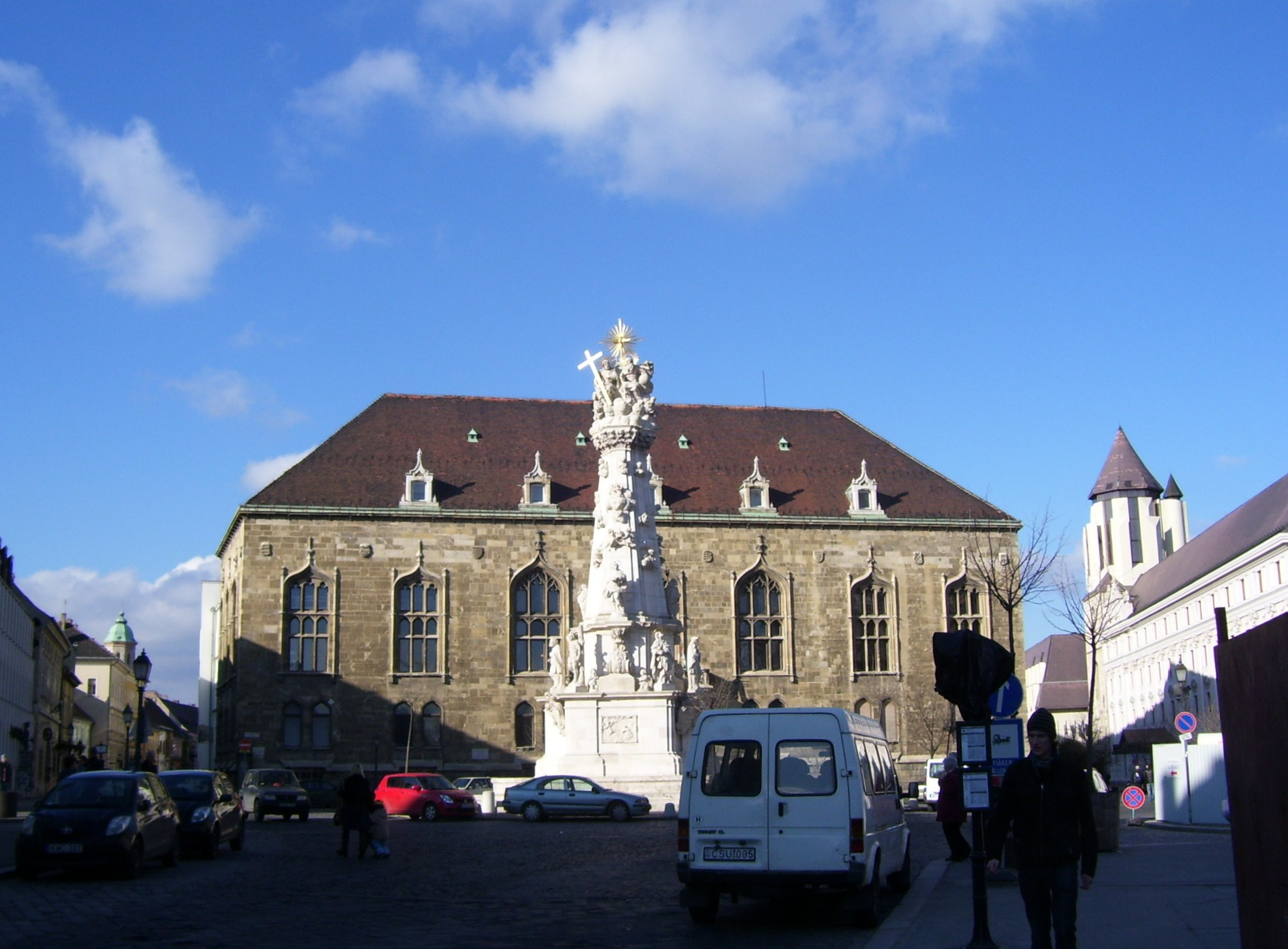
Bp. I. Szentháromság tér 6. 2009-ben
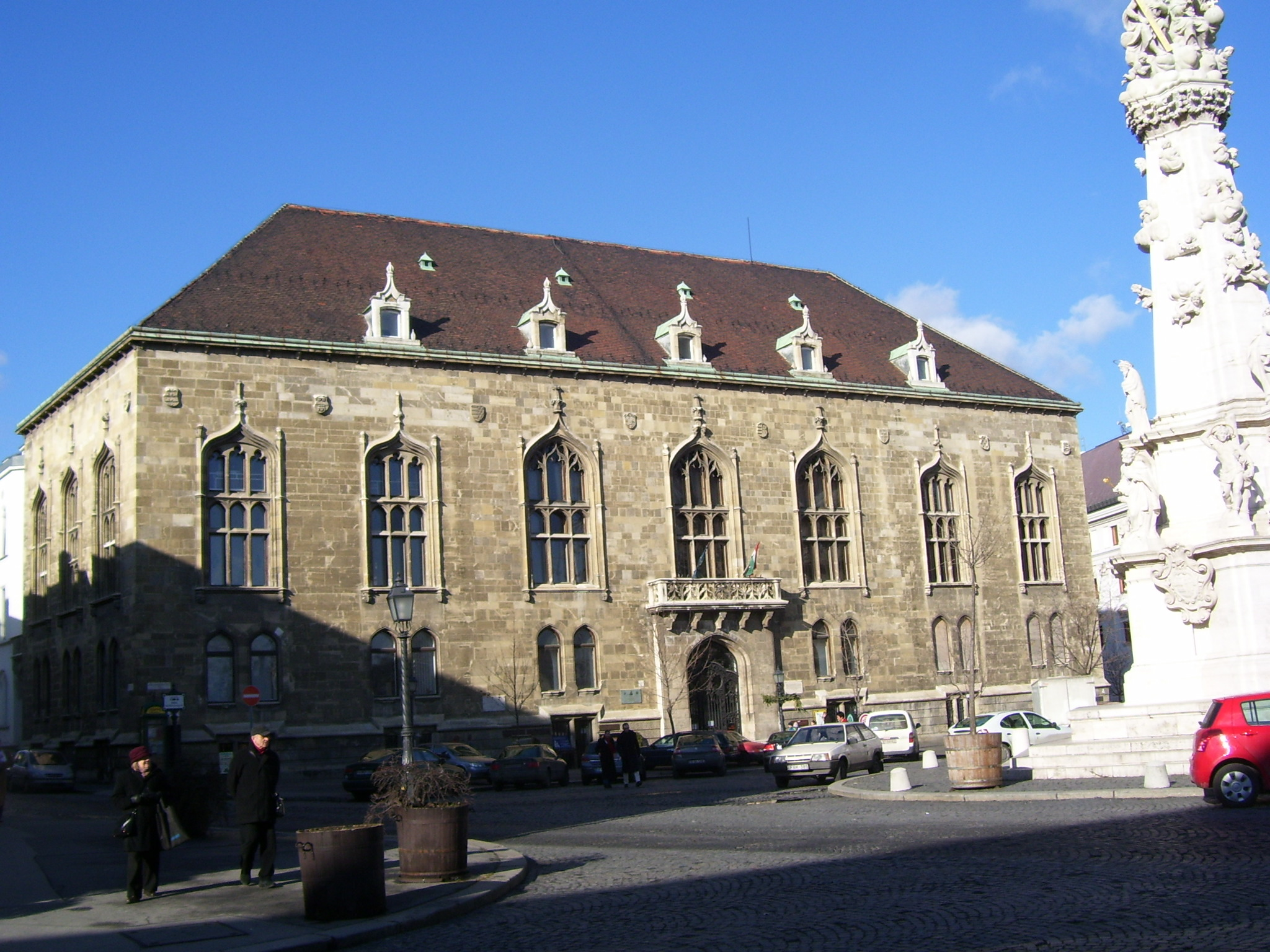
Bp. I. Szentháromság tér 6. főhomlokzat
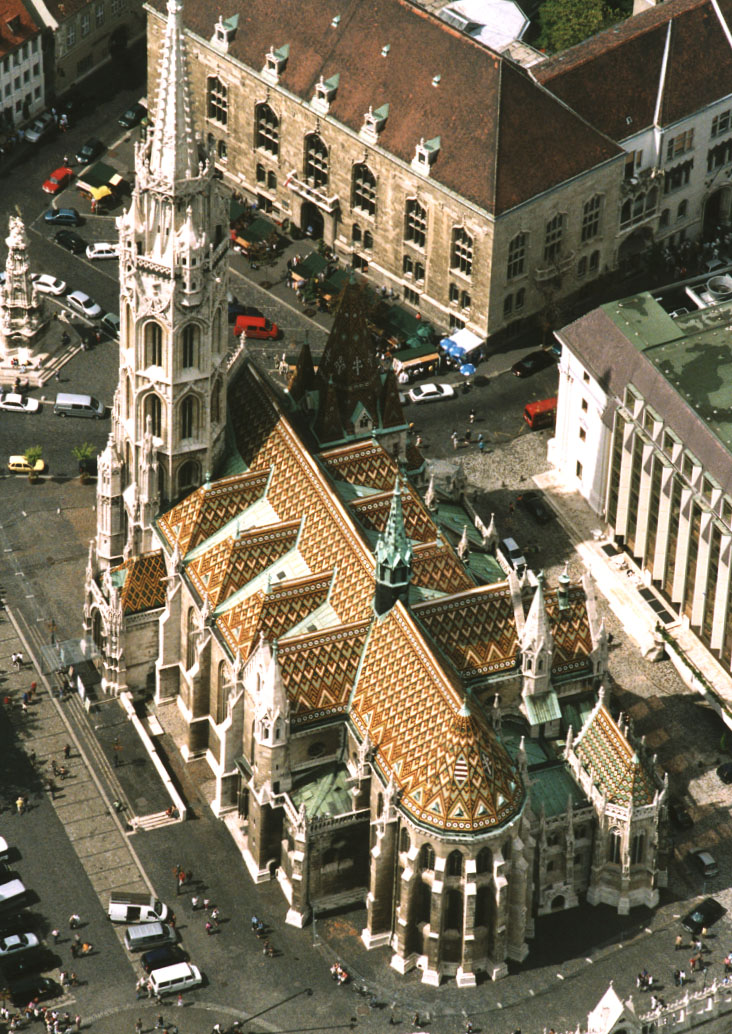
Bp. I. Szentháromság tér. Madártávlati kép

Műemlékek rekonstrukciója: (Képek a Wikimédia Commonsból: Fertőd, Csákvár, Bélapátfalva, Ráckeve)

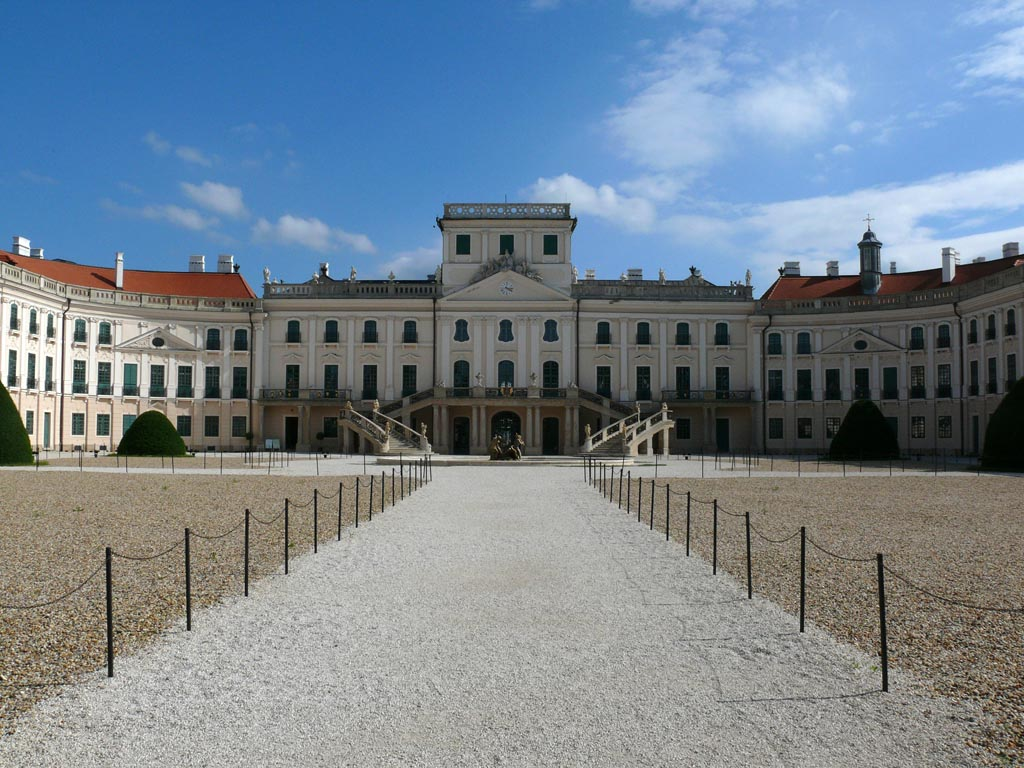
Fertőd. Esterházy kastély
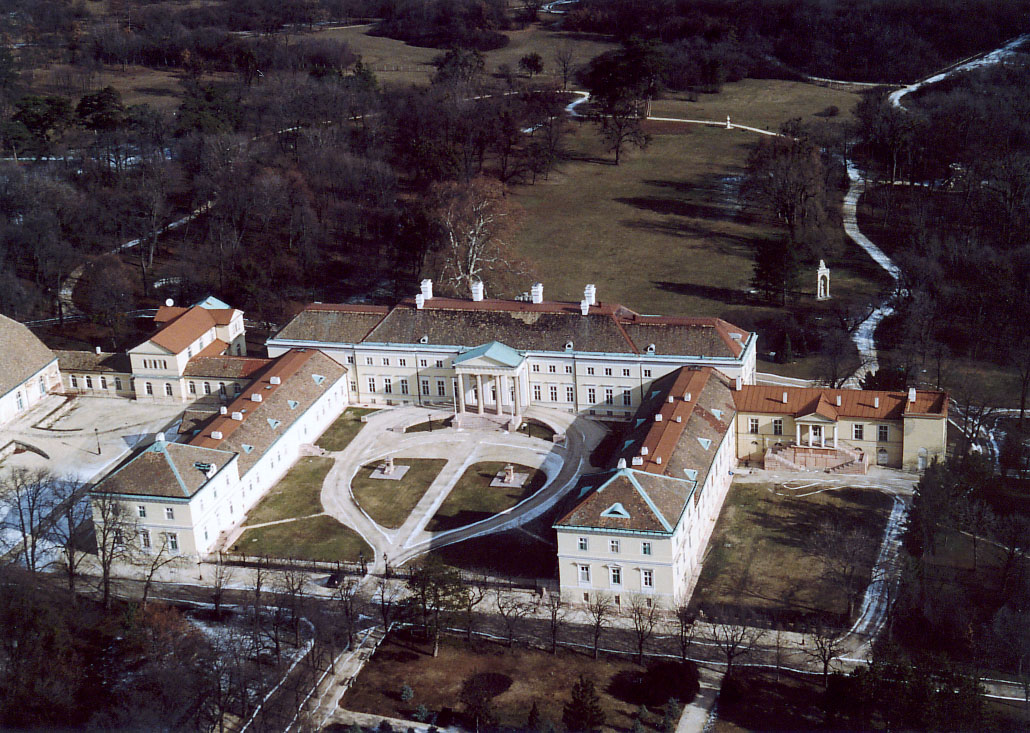
Csákvár. Esterházy kastély
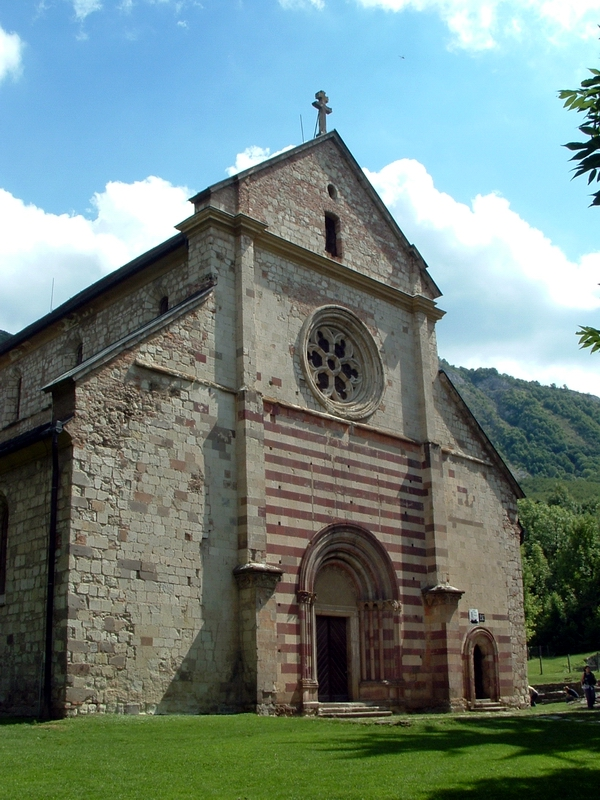
Bélapátfalva apátság

### Tallózás az Interneten
- Architeca Hungarica. Rados Jenő-emlékérem
- MŰEMLÉKEM.HU
- Balatoni Szövetség története
- MSZMP Erzsébetvárosi Szervezete
- Budai várnegyed
- Szent Anna Templom  Archiválva 2008. április 9-i dátummal a Wayback Machine-ben